# MÁV M62 sorozat

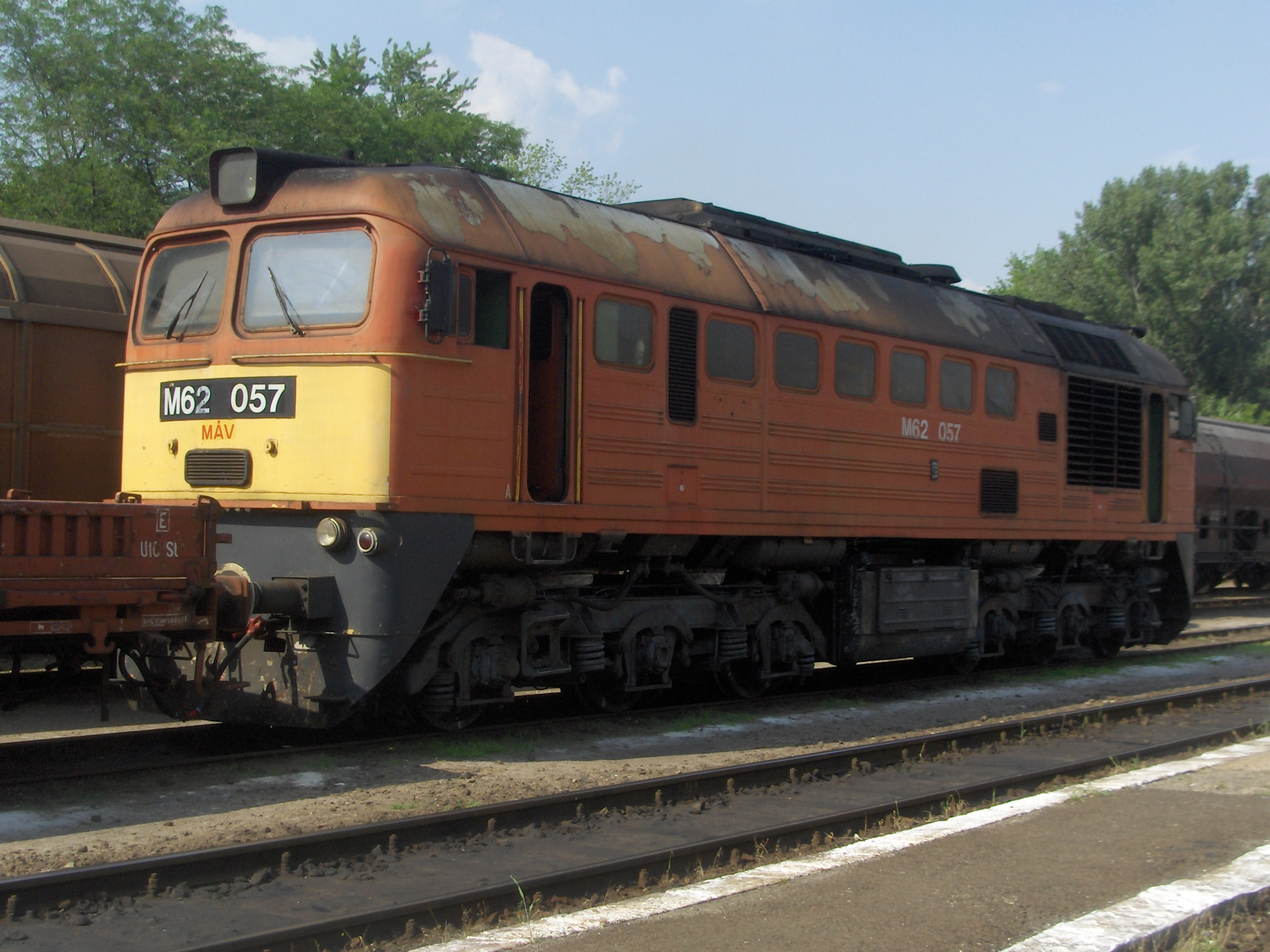
M62-057 Orosházán

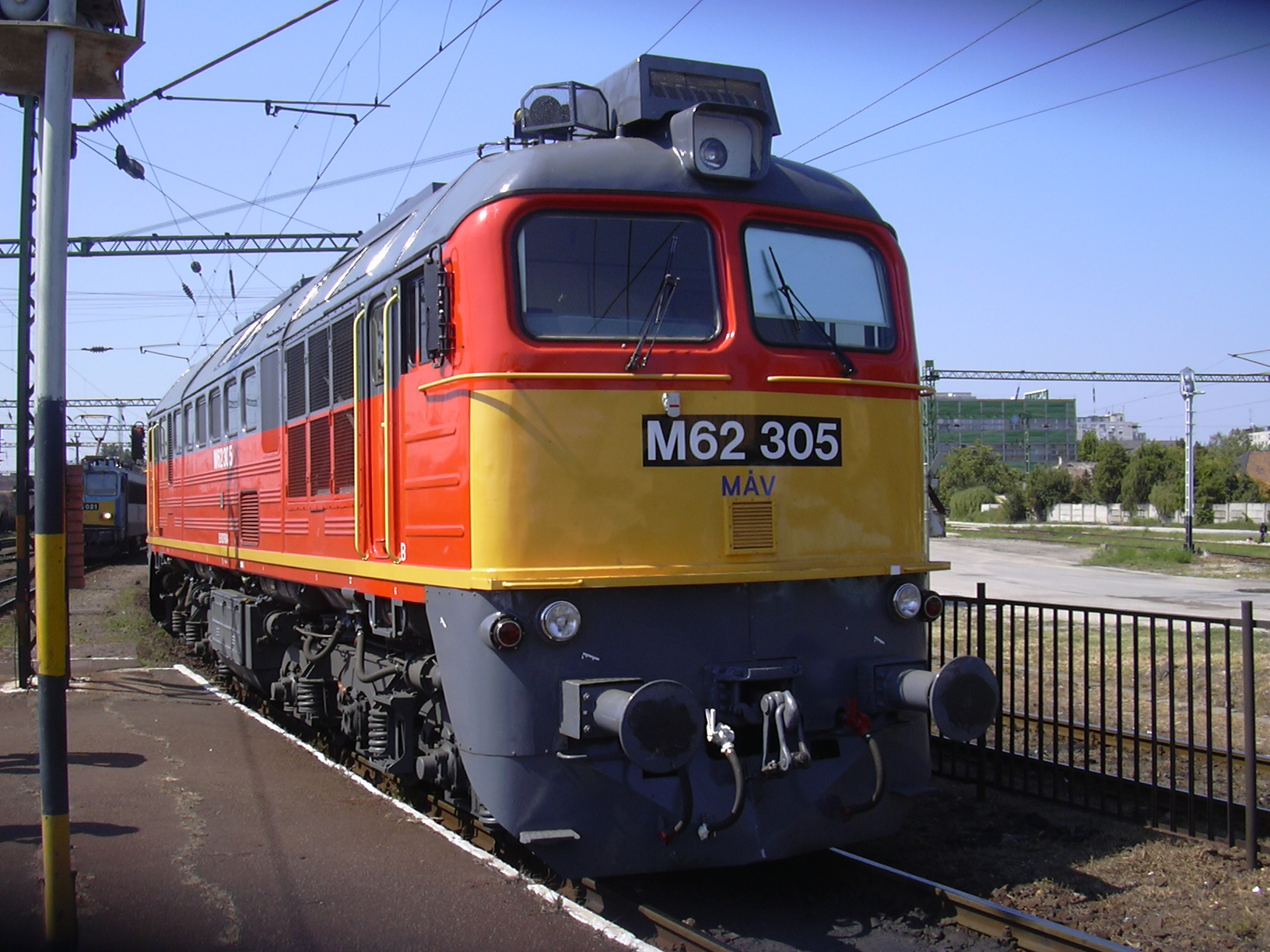
M62-es mozdony Székesfehérvár vasútállomáson

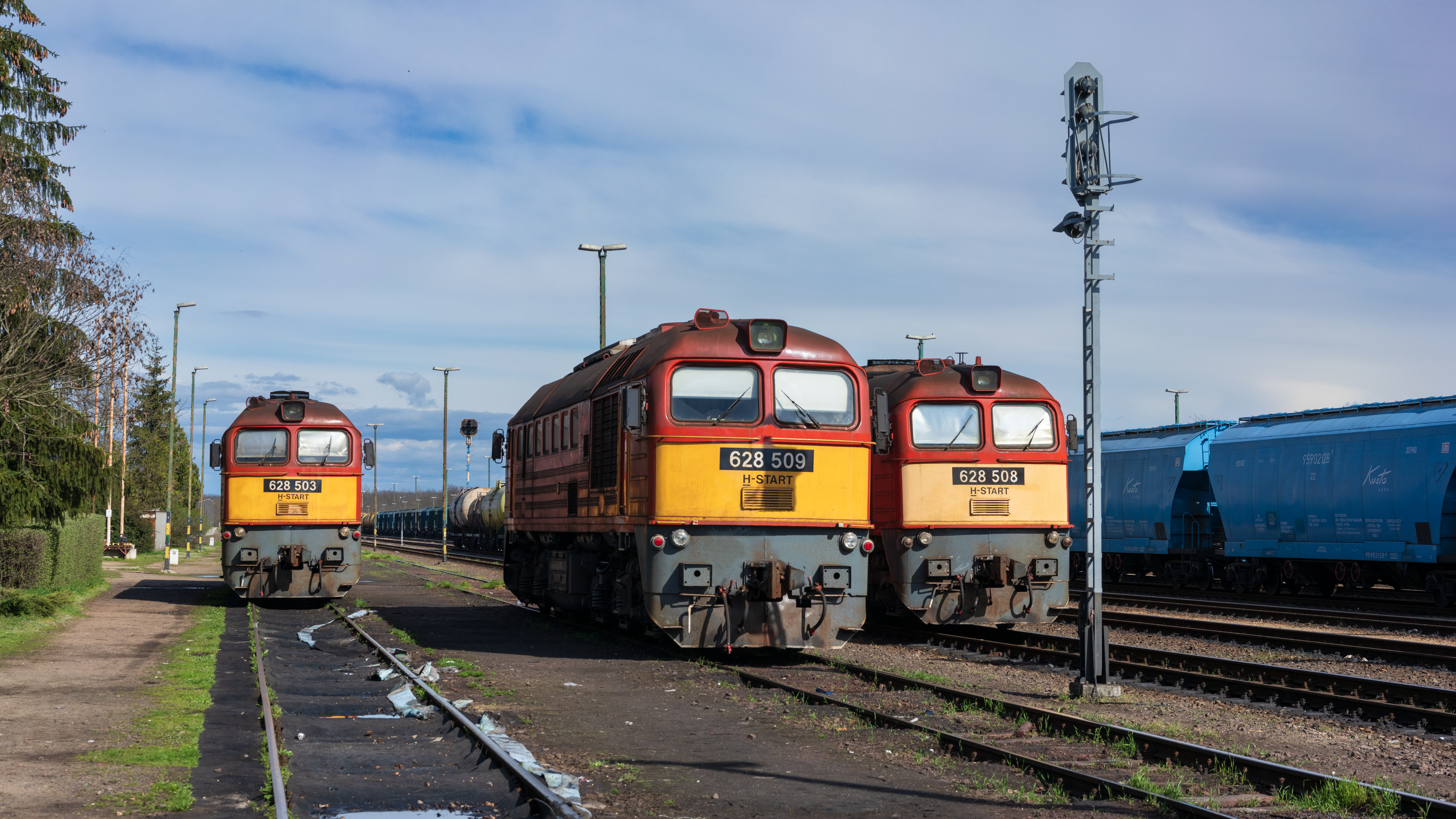
M62.5 1524 mm-hez Eperjeske-Rendezőn

A MÁV M62 sorozat a MÁV részére szállított legnagyobb darabszámú fővonali Co'Co' tengelyelrendezésű dízel-villamos mozdony sorozata. Beceneve „Szergej”. Új pályaszáma: 628.

## Története
Elődjéből a M61 sorozatú mozdonyból 1963-ban a MÁV összesen 20 darabot vásárolt. Annak ellenére, hogy a NOHAB gyár készen állt volna további járművek gyártására és leszállítására, a politikai körülmények nem tették lehetővé a beszerzésüket. A MÁV ezt követően a szovjet gyártmányú MÁV M62 sorozatszámú "Szergej" vásárlása mellett kényszerült dönteni.
Az M62-t a Vorosilovgradi Dízelmozdonygyár (ma: Luhanszki Mozdonygyár) fejlesztette ki a MÁV megrendelésére. Később a típust a Szovjetunióban és néhány más volt szocialista országban (Mongólia, Kuba, Lengyelország) is üzembe állították. A sorozatot hazánkba 1965 és 1978 között szállították M62 001 és 270, széles nyomtávú változatban pedig M62 501 és 518 közötti pályaszámokkal (valójában eggyel több példány készült selejtpótlásként. A GYSEV mozdonyai eredetileg az 500-as pályaszámcsoportot kapták. A GYSEV Szergejei (és Csörgői) a MÁV-hoz kerültek a 8-as vonal villamosításakor. A hetvenes évek végén 3 db széles nyomtávú mozdonyt átalakítottak normál nyomtávolságúra, így a hagyományos M62 sorozat 001-től 273-ig terjedt. Ma már újfent normál nyomközűeket alakítanak széles nyomtávúra. A normál nyomtávolságú mozdonyokat az egész országban szétosztva megtalálhatjuk, míg a széles nyomtávú mozdonyok a Záhony–Fényeslitke–Eperjeske átrakó körzetben dolgoznak, záhonyi telephellyel. Bár az M62 sorozat alapvetően tehervonatok vontatására lett beszerezve, már a kezdeti időktől használták nehéz személyszállító vonatok továbbítására. Saját fűtőgenerátor híján a téli fűtési szezonban kezdetben szén- vagy pakuratüzelésű gőzfejlesztő fűtőkazánkocsival (FKK), később az elektromos üzemű fűtés bevezetésével villamos fűtőkocsival (VFK) kiegészítve közlekedtek. Nagy szerephez jutott a sorozat a Balaton két partjának nyári csúcsforgalmában is, eleinte mind a kanizsai, mind a tapolcai vasútvonalon. (A déli parti vonal villamosítását követően már csak az északi parton.)
A sorozat jelentősebb selejtezése az igények csökkenésével 1991-ben kezdődött, darabszámuk a selejtezésekkel és külföldi eladásokkal mintegy a negyedére csökkent. 2015-ben 82 darab volt állományban, Szolnok, Szeged, Záhony, Ferencváros, Dombóvár, Hatvan, Miskolc, Szombathely, Székesfehérvár és Debrecen között vannak elosztva.
A mozdonyokba 12 hengeres, V elrendezésű, turbófeltöltéses kétütemű dízelmotorok vannak beépítve. Tipusa: Kolomna 14D40.

## Eredeti kivitelű mozdonyok listája (M62 000,- 100,- 200-as és M62 500-as sorozat)
- 001 - Szolnok
- 053 - Záhony (Fenntartásból kivonva - FKI)
- 057 - Záhony
- 089 - Szolnok
- 096 - Szeged
- 108 - Hatvan (V-HÍD állomány)
- 109 - Szeged
- 116 - Dombóvár
- 120 - Szolnok
- 127 - Záhony
- 145 - Szeged
- 151 - Dombóvár
- 157 - Záhony
- 163 - Záhony
- 165 - Záhony
- 175 - Dombóvár (FKI)
- 178 - Lettország (szélesnyomtáv)
- 187 - Záhony
- 191 - Záhony
- 194 - Szeged
- 203 - Záhony
- 210 - Dombóvár
- 213 - Miskolc (FKI)
- 215 - Dombóvár (Felújításra vár)
- 223 - Szeged (Felújításra vár)
- 224 - Hatvan (FKI)
- 228 - Dombóvár
- 230 - Záhony (FKI)
- 231 - Szeged
- 232 - Záhony
- 235 - Dombóvár
- 260 - Dombóvár (FKI)
- 265 - Székesfehérvár
- 271 - Záhony (FKI)
- 501 - Záhony
- 503 - Záhony
- 505 - Záhony
- 508 - Záhony
- 509 - Záhony
- 517 - Záhony
- 518 - Záhony
- 519 - Záhony
- 530 - Záhony
- 531 - Záhony

## Remotorizált M62 300-as sorozat
1999-ben megkezdődött a motorcserés felújítás. A nagymértékben korszerűsített mozdonyok a 300-as pályaszámcsoportba kerültek át. Az átalakított gépekbe új energiatakarékosabb, hatékonyabb és halkabb üzemű Caterpillar és MTU dízelmotorokat építettek be. Az M62 301, M62 303 és M62 304 pályaszámú gépek MTU-motort, a többi Caterpillar motort kapott. 34 gépet remotorizáltak 2007-ig (M62 301-től M62 334-ig). A munkát a budapesti Északi Járműjavító és a szolnoki Járműjavító felváltva végezte. Érdekesség, hogy ezek a járművek szintén megtalálhatóak a személyforgalomban is, vonatfűtési képességet azonban nem alakítottak ki bennük. A mozdonyok Miskolc, Szombathely, Székesfehérvár és Debrecen között vannak elosztva.

### Remotorizált M62 300-as sorozatú mozdonyok listája
- 301 - Celldömölk (MTU)
- 302 - Celldömölk
- 303 - Celldömölk (MTU)
- 304 - Celldömölk (MTU)
- 305 - Székesfehérvár
- 306 - Székesfehérvár
- 307 - Miskolc
- 308 - Székesfehérvár
- 309 - Dombóvár
- 310 - Celldömölk
- 311 - Celldömölk
- 312 - Dombóvár
- 313 - Celldömölk
- 314 - Székesfehérvár
- 315 - Miskolc
- 316 - Székesfehérvár
- 317 - Székesfehérvár
- 318 - Miskolc-letétbe helyezve, alkatrésznek használva
- 319 - Dombóvár
- 320 - Miskolc
- 321 - Székesfehérvár
- 322 - Debrecen
- 323 - Debrecen
- 324 - Debrecen
- 325 - Celldömölk
- 326 - Celldömölk
- 327 - Debrecen
- 328 - Miskolc
- 329 - Dombóvár
- 330 - Székesfehérvár
- 331 - Debrecen
- 332 - Dombóvár
- 333 - Miskolc
- 334 - Székesfehérvár

## Iparvasúti használat
A sorozat nem üzemelt iparvasutakon, azonban mivel a 3 példány egy ideig a MÁV Hajdú Kft. birtokába került, ezek az iparvasutaknál megszokott "A"-s számot kaptak, az A62-t (M62-168 → A62-001, M62-150 → A62-002, M62-069 → A62-003).

## Galéria
- M62 001 Szentesen (2016)
- M62 178 indulása Kazincbarcikán (1996)
- Az M62 175 gabonavonattal a Pacsmagi-tavak partján
- M62 191 Jászárokszállás felé halad (2009)
- M62 194 Szeged-Rókuson (2013)
- 628 224 (M62 224) gépmenetben Salgótarján belvárosában (2017)
- M62 230 Üllőn (2011)
- M62 332 Ócsán (2009)
- 628 508 (M62 508) Eperjeske-Rendezőn (2023)
- 628.5 (M62.5) Eperjeske-Rendezőn (2023)
- 628 305 “Remot Szergej” Budaörs felé halad (2023)
- 628 304 “Remot Szergej” egy tehervonat élén